# Jeu à somme nulle
 (décembre 2020).
Si vous disposez d'ouvrages ou d'articles de référence ou si vous connaissez des sites web de qualité traitant du thème abordé ici, merci de compléter l'article en donnant les références utiles à sa vérifiabilité et en les liant à la section « Notes et références ».

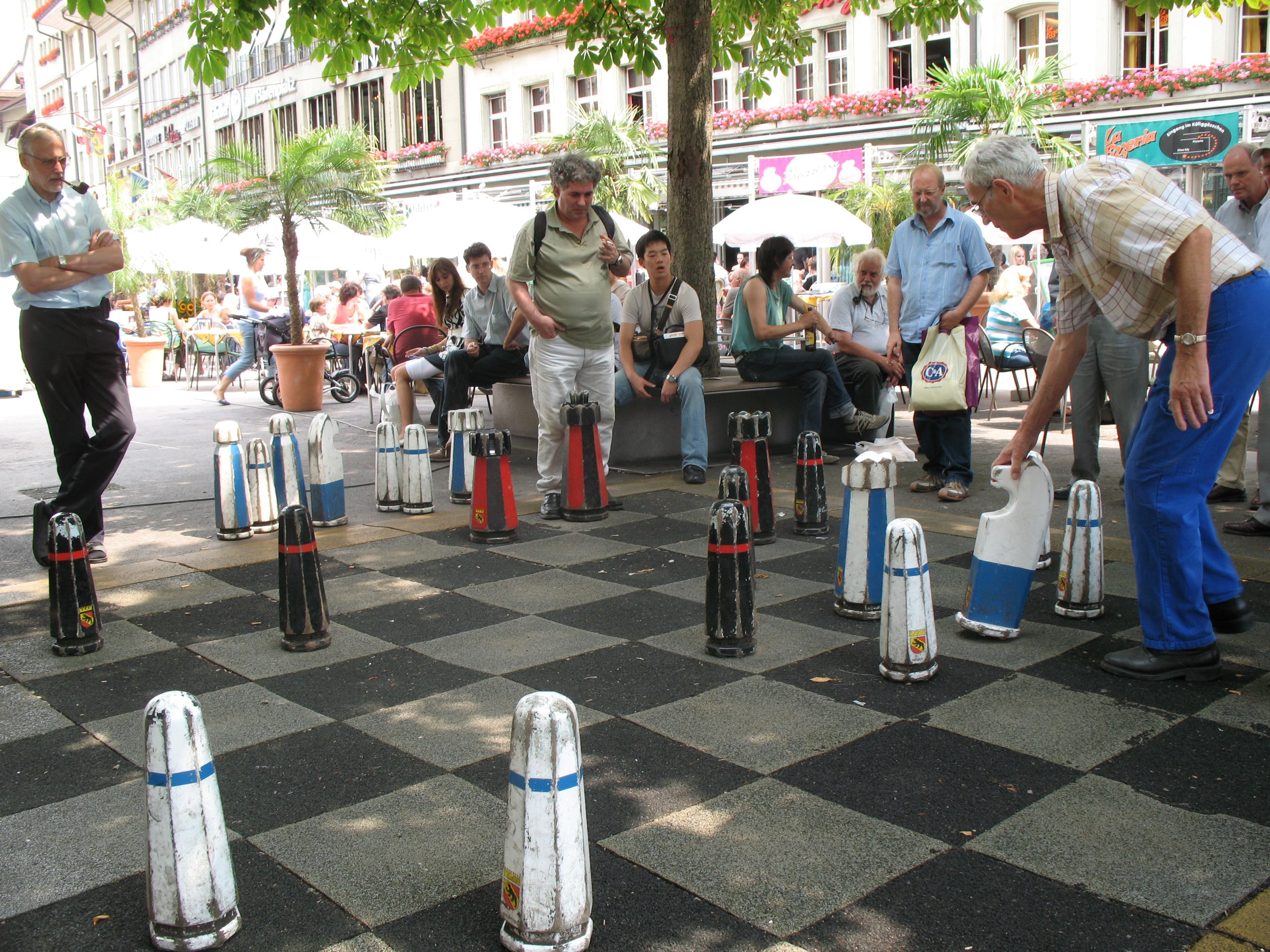
Si l'on définit le gain d'une partie d'échecs comme 1 si on gagne, 0 si la partie est nulle et -1 si on perd, le jeu d'échecs est un jeu à somme nulle.

Un jeu de somme nulle est un jeu où la somme des gains et des pertes de tous les participants est égale à zéro. Cela signifie donc que le gain de l'un constitue obligatoirement une perte pour l'autre.
Par exemple si l'on définit le gain d'une partie d'échecs comme 1 si on gagne, 0 si la partie est nulle et -1 si on perd, le jeu d'échecs est un jeu à somme nulle.
En économie, notamment pour le protectionnisme, cette notion est importante : les jeux à somme nulle correspondent à l'absence de création de richesse, dès lors l'enrichissement de mon voisin résulte en ma propre paupérisation.

## Liens entre jeux à somme nulle et à somme non nulle
En 1944, John von Neumann et Oskar Morgenstern ont démontré que tout jeu à somme nulle pour n personnes n'est en fait qu'une forme généralisée de jeux à somme nulle pour deux personnes, et que tout jeu à somme non nulle pour n personnes peut se ramener à un jeu à somme nulle pour n + 1 personnes, la n+1-ième personne représentant le gain ou la perte globale.
De ce fait, les jeux à somme nulle pour deux personnes ou deux entités constituent la partie essentielle de la théorie mathématique des jeux à somme nulle. Selon le théorème du minimax de von Neumann, il est prouvé déjà en 1926 qu'il est admis des équilibres. En 1950, John Forbes Nash démontre que tout jeu à somme non nulle pour n personnes, possède au moins un équilibre de Nash en stratégies mixtes.
Le journaliste et auteur Robert Wright a utilisé ce concept en sociologie pour parler des bénéfices de l'interdépendance dans une société développée.

## Exemples de jeux synchrones à somme nulle
La modélisation de phénomènes réels par des jeux à somme nulle n'est que rarement raisonnable, tant elle nécessite de formuler des hypothèses simplificatrices éloignées de toute vraisemblance. Elle est toutefois utilisée à des fins pédagogiques, avec les avertissements qui s'imposent quant au peu de pertinence du modèle.

### Un modèle économique
On considère deux firmes A et B, en concurrence sur le marché d'un produit dont le coût de production unitaire est de 1 euro. Lorsque le produit est proposé sur le marché à 2 euros, il y a 100 clients prêts à l'acheter ; si le prix proposé est de 3 euros, il ne reste plus que 50 acheteurs qui accepteront de payer ce prix.
Chaque firme choisit indépendamment et dans l'ignorance du choix de son concurrent de fixer son prix de vente à 2 ou 3 euros. Si les deux firmes choisissent le même prix de vente, elles se partagent le marché par moitié (leurs produits étant supposés indiscernables) ; en revanche si l'une choisit de vendre à 2 euros tandis que sa concurrente tente le prix élevé, elle obtient la totalité du marché.
La situation est donc la suivante :
- si A et B vendent à 2 euros, chacun fait un bénéfice de 50 euros (1 euro de bénéfice fois 50 acheteurs) ;

- si A vend à 2 euros et B à 3 euros, c'est A qui emporte le marché et gagne 100 euros, tandis que B ne gagne rien ;

- si A vend à 3 euros et B à 2 euros, la situation est symétrique au cas précédent;

- si A et B vendent à 3 euros, chacun fait un bénéfice de 50 euros (2 euros de bénéfice fois 25 acheteurs).

En mesurant le gain par l'excès du bénéfice à 50 euros, la matrice de ceux-ci est donc :
|                           | A fixe son prix à 2 euros | A fixe son prix à 3 euros |
| B fixe son prix à 2 euros | 0                         | -50                       |
| B fixe son prix à 3 euros | 50                        | 0                         |

La matrice a un point-selle, le coin supérieur gauche. La stratégie rationnelle est donc pour les deux entreprises de proposer le prix le plus faible.
Le modèle est bien sûr invraisemblablement primaire et sans intérêt autre que pédagogique.

### Un modèle militaire
Tout aussi primaires sont les jeux du Colonel Blotto. Ce sont des jeux où l'espace des stratégies pures est un ensemble d'allocations possibles d'un nombre fini de ressources.
En voici un exemple : deux nations, disons la Bordurie et la Syldavie, sont en guerre. La première dispose de 4 armées, la seconde de 3 armées. Il y a deux fronts, un front nord et un front sud, et il n'est pas admis d'en dégarnir complètement un. Les armées ne peuvent être scindées. La Syldavie dispose donc de deux stratégies pures : envoyer deux armées au nord et une au sud ou le contraire, qu'on notera (2,1) et (1,2) ; de son côté la Bordurie dispose des stratégies pures (3,1), (2,2) et (1,3). On suppose ensuite qu'en cas d'égalité numérique sur un front, la bataille y est indécise et son gain est nul pour les deux parties ; mais qu'en cas de déséquilibre, il y a victoire de la puissance qui a envoyé les forces les plus importantes. Les deux fronts ne sont pas d'importance égales : une victoire au nord est évaluée à une valeur de « a », une victoire au sud à une valeur de « b ».
La matrice des gains est alors la suivante, les lignes représentant les stratégies syldaves et les colonnes les stratégies bordures :
|       | (3,1) | (2,2) | (1,3) |
| (2,1) | a     | b     | b-a   |
| (1,2) | a-b   | a     | b     |

## Résolution d'un jeu à somme nulle
Considérons la matrice des gains suivante, les deux joueurs décidant simultanément de leur stratégie.
| 1\2 | (A) | (B) | (C) |
| (a) | 30  | -10 | 20  |
| (b) | 10  | 20  | -20 |

### Raisonnements intuitifs
Le joueur (1) a le choix entre (a) et (b). Il peut se dire : « La stratégie (b) peut me faire perdre 20, et au plus gagner 20. En revanche, avec la stratégie (a) je peux gagner jusqu'à 30, et au pire perdre 10. » Ce type de réflexion correspond aux stratégies « Maxi-Max » (maximiser le gain possible sans considération pour les pertes possibles) et « Maxi-Min » (maximiser le pire résultat possible), qui en l'occurrence donne le même choix : l'option « a ».
De même, le joueur (2), touchant l'opposé des valeurs du tableau, qui réfléchirait de même verrait que Maxi-Min élimine (A) à cause de la perte maximum de 30, mais ne permet pas de trancher entre (B) et (C), où la perte maximum est de 20. Et que Maxi-Max classe les trois options par ordre croissant : A (meilleur résultat possible : -10) B (+10), C (+20). Cela le pousserait à choisir (C).
Le résultat serait alors a-C : le joueur (2) perd 20 au profit de (1).
Mais le joueur (2) peut aussi essayer d'anticiper le choix de (1). Il voit ainsi que si (1) joue le maximin, lui-même a intérêt à choisir (B), ce qui lui permet de gagner 10.
Et si à son tour le joueur 1 anticipe cette déviation et préfère faire (b) pour alors toucher 20 ? Alors (2) devrait à nouveau choisir (C) : nous voilà revenu au point de départ !

### Stratégie et équilibre mixte
Une première stratégie possible, non optimale, est de jouer au hasard, avec une probabilité égale pour tous les coups possibles, sans se préoccuper des gains.
Une seconde stratégie est de tenter d'attribuer a priori une probabilité aux actions de l'adversaire, et d'opter pour la meilleure réponse adaptée. Ainsi, si (2) attribue une probabilité 50/50 aux options de (1), il doit jouer aussi à 50/50 (B) et (C). Si l'adversaire (1) réfléchit, il voit qu'il est absurde de supposer que (2) va jouer (A) dans un tiers des cas, et la stratégie est donc à revoir.

#### Introduction de probabilités
John von Neumann est parvenu à sortir de cet imbroglio à l'aide des probabilités. Au lieu de décider fermement d'une action, chaque joueur va agir de façon probabiliste, chaque coup étant choisi par hasard avec un processus aléatoire (par exemple un jeu de dés, ou une « table de valeurs aléatoires »). Il est clair que l'adversaire ne peut pas deviner notre comportement si nous ne le connaissons pas d'avance nous-mêmes.
La solution que von Neumann fournit au problème constitue le théorème du minimax.

#### Point-selle
Il est remarquable que ce choix stratégique reste le meilleur même si l'adversaire en a connaissance.
On est ainsi amené à introduire le concept intéressant, dans les stratégies mixtes, de « point-selle » : il s'agit du choix de probabilité optimal pour les deux joueurs : celui qui s'en écarte se pénalise du même coup (même si cette stratégie lui est défavorable, car les autres le seront encore plus). Le thème avait été entrevu par Auguste Detœuf : « Si vous n'avez qu'un risque sur mille d'être convaincu de mensonge, ne mentez pas plus d'une fois sur mille, car cette fois-là annulera à elle seule toutes les autres où vous avez dit la vérité ».
Les stratégies mixtes sont empiriquement bien connues des diplomates et des joueurs de poker, qui savent les bénéfices potentiels obtenus en cachant leurs plans, même quand il y en a un qui semble évident. Cette idée frappera Philip K. Dick qui lui consacrera son roman Loterie solaire.